# Florian Kronbichler
Florian Kronbichler, né le 17 juillet 1951 à Brunico, est un homme politique italien. 

## Biographie
Écologiste, membre des Verts du Haut-Adige, Florian Kronbichler est élu lors des élections générales italiennes de 2013 sur la liste de Gauche, écologie et liberté de Nichi Vendola. C'est le premier germanophone qui ne fasse pas partie de la Südtiroler Volkspartei à être élu au Parlement italien depuis 1919.